# Gloria (firma)
 For alternative betydninger, se Gloria. (Se også artikler, som begynder med Gloria)
Gloria GmbH (styliseret GLORIA) er en tysk producent af brandslukningsudstyr. Firmaet blev grundlagt i 1945 i Gütersloh, og 
har siden 1952 haft hovedsæde i Wadersloh.

## Forretningsområde
Gloria GmbH er Europas største producent af bærbare brandslukningsapparater. Sortimentet omfatter bærbare og kørbare brandslukkere, systemer til brandbiler og objektbeskyttelsesanlæg samt slukningsvandteknik. Desuden tilbydes kurser, tilbehør, reservedele og supplerende kooperationer.

## Historie
Udover brandslukningsudstyr, ejede firmaet frem til 2005 Gloria Haus- und Gartengeräte GmbH, som samme år blev solgt til Brill Gartengeräte, som i 2009 blev overtaget af AL-KO Kober. Firmaet blev i marts 2004 solgt til den engelske Kidde Gruppe, som i 2005 igen blev solgt til divisionen UTC Fire & Security i den amerikanske elektronikkoncern United Technologies Corporation (UTC).
I 2007 indstilledes produktionen i Wadersloh og ca. 400 stillinger blev nedlagt. Produktionen blev flyttet til Ropczyce i Województwo podkarpackie i Polen. I Wadersloh ligger nu Werner GmbH. Gloria eksporterer til over 125 lande i verden.
Under varemærkerne Adler og Protex sælger firmaet flere brandslukkere.
I starten af januar 2009 tilbagekaldtes flere end 100.000 brandslukkere af mærkerne Gloria, Protex og Adler produceret mellem januar 2007 og oktober 2008.
I 2019 blev der på Universität Kassel udviklet et virtuelt brandslukningssystem. Derved kommunikerer brandslukkeren med sine virtuelle træningsomgivelser og simulerer brande i forskellige situationer. Dette system er nyttigt til uddannelse af brandmænd og brandslukningsmedhjælpere. Gloria GmbH overtog kommercialiseringen af opfindelsen.